# Ludwig Schmid-Wildy

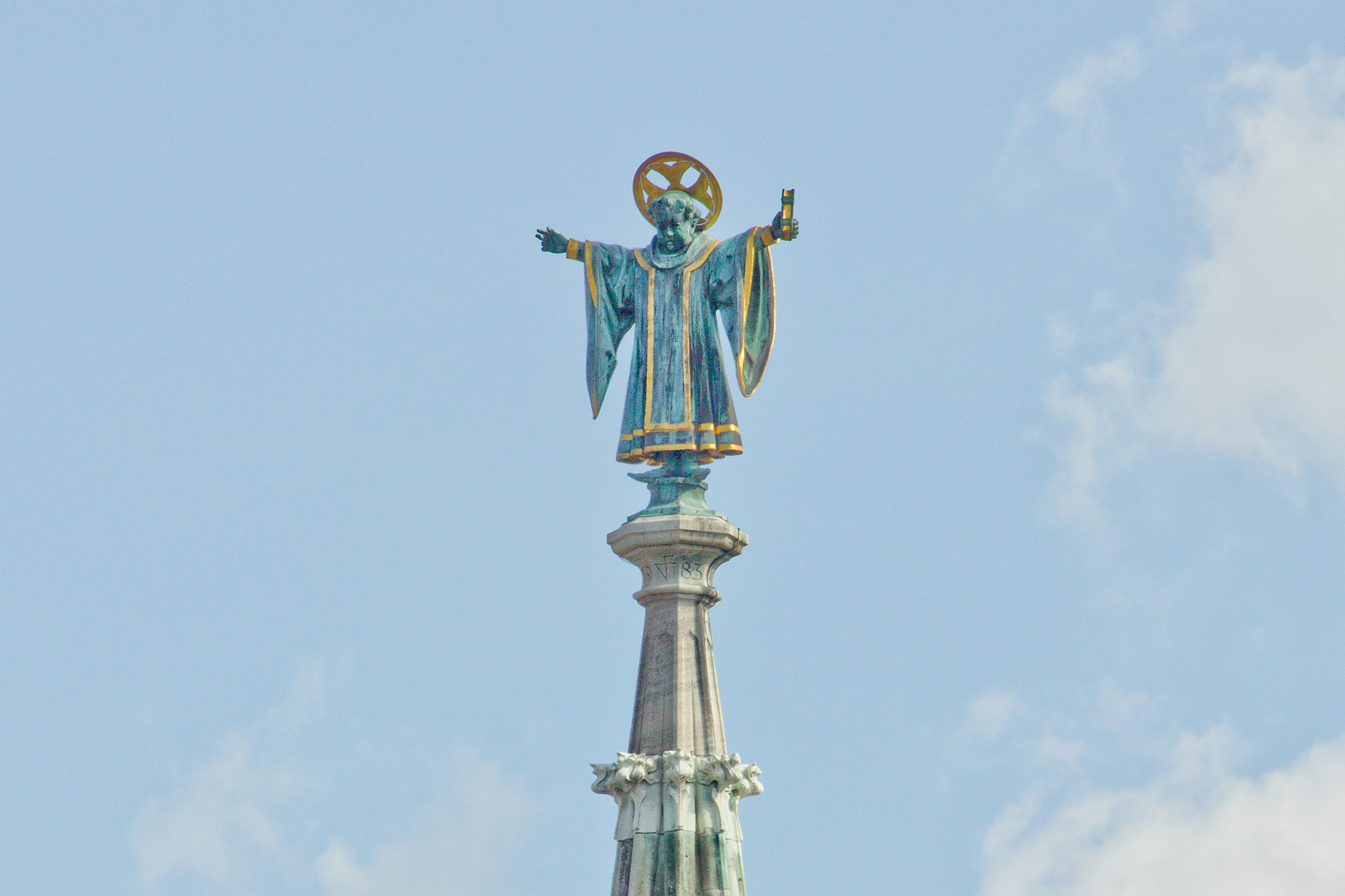
Münchner Kindl nach dem Modell Schmid-Wildys als Kind auf der Spitze des Rathausturms

Ludwig Schmid-Wildy (* 3. Mai 1896 in Aachen; † 30. Januar 1982 in Rosenheim) war ein deutscher Volksschauspieler, Regisseur, Autor und Erfinder. Er war maßgeblich an frühen NS-Propaganda-Filmen beteiligt, nach dem Krieg wurde er einer der beliebtesten Münchner Schauspieler und verkörperte in seinen Rollen mit hintergründigem Humor und einem Schuss Melancholie das liebenswürdige Schlitzohr.

## Leben
Ludwig Schmid-Wildy war der Sohn des Schwabinger Bildhauers Anton Schmid. Mit neun Jahren stand er für das von seinem Vater gestaltete Münchner Kindl am Neuen Rathaus der Stadt Modell.  Während einer Konditorlehre lernte er Karl Valentin und Liesl Karlstadt kennen, die zu seinen Stammkunden gehörten, und beschloss, sich auf die Schauspielerei zu verlegen. Im Ersten Weltkrieg diente er 1915 fünf Monate als freiwilliger Krankenpfleger in einem Lazarettzug in Russland und Serbien. Anfang 1917 wurde er dienstuntauglich entlassen.

### Karriere

#### Bühnenschauspieler
Bereits ab den 1920er-Jahren war Schmid-Wildy in verschiedenen Bühnenstücken in ganz Deutschland und ab den 1930er-Jahren auch in kleineren Filmrollen, u. a. an der Seite von Hans Moser und Luis Trenker, zu sehen. 1933 übernahm er als Oberspielleiter das Münchner Volkstheater. Nach einer Zwangspause mit Berufsverbot kehrte Ludwig Schmid-Wildy 1952 wieder in seinen alten Beruf zurück. Ihm wurde die Leitung des Münchner Platzl übertragen, für das er über 200 Stücke schrieb und wo er spätere Volksschauspieler wie Willy Harlander entdeckte. Nebenbei trat er auch selbst wieder auf der Bühne auf.

#### Filmschauspieler
Zusammen mit dem Schriftsteller und SA-Führer Hans Zöberlein drehte er 1934 als Co-Regisseur und Darsteller zwei berüchtigte NS-Propaganda-Spielfilme: „Stoßtrupp 1917“ und „Um das Menschenrecht“, in denen der deutsche Frontsoldat des Ersten Weltkrieges bzw. die Freikorps nach 1918 sowie die sogenannte „Kampfzeit“ der nationalsozialistischen Bewegung glorifiziert wurden. Beide Filme wurden 1945 verboten; der Letztere ist dies bis heute, der Erstere wurde 2007 in einer stark zensierten und um 32 Minuten gekürzten Fassung wieder zugelassen.
Nach seinen Exkursen in die nationalsozialistische Propaganda verlegte sich Schmid-Wildy fast ausschließlich auf das komödiantische Fach in volkstümlichen Heimatfilmen. So spielte er 1940 neben Joe Stöckel und Elise Aulinger in der Komödie Das sündige Dorf. Nach einer Zwangspause war er Anfang der 1950er-Jahre wieder im Film und ab den 1960er-Jahren im Komödienstadel des Bayerischen Rundfunks neben Kollegen wie Maxl Graf, Max Grießer und Erni Singerl zu sehen. Bundesweite Popularität erlangte er durch die TV-Serie Königlich Bayerisches Amtsgericht mit Hans Baur und Georg Blädel, in der er eine wiederkehrende Rolle – den schlitzohrigen Nachtwächter Veitl – übernahm.
Seine letzte Rolle spielte er im Jahr 1982 in zwei Folgen der Kinderserie Meister Eder und sein Pumuckl an der Seite von Gustl Bayrhammer, der ihn auch, weil seine Stimme immer dünner wurde, synchronisierte.

### Rolle als Erfinder
Seine maßgebliche Mitwirkung an den beiden frühen Propagandafilmen kosteten ihn ab 1945 einige Jahre Berufsverbot. In dieser Zeit zog sich Schmid-Wildy zurück und bastelte in seinem Haus am Irschenberg an eigenen Erfindungen. Neben einer Knödelmaschine und einem Turbinenmotor entwarf er eine weltweit patentierte, unbegrenzt lagerfähige Batterie. Das Patent ermöglichte ihm die Eröffnung einer eigenen Batterie-Fabrik mit 50 Angestellten.

### Tod
Kurz nach dem Ende der Dreharbeiten zum Pumuckl-Film starb er im Alter von 85 Jahren in Rosenheim. Er wurde auf dem Friedhof von Irschenberg beigesetzt. Das Bayerische Fernsehen widmete Ludwig Schmid-Wildy am 28. Januar 2007 eine Erinnerungssendung, in der er u. a. als vollkommen apolitischer Mensch dargestellt wurde.

## Auszeichnungen
- 1971: Bayerischer Verdienstorden
- 1976: Ludwig-Thoma-Medaille der Stadt München
- 1980: Bayerischer Poetentaler

## Filmografie

### Kino
- 1934: Stoßtrupp 1917 (auch Regie)
- 1934: Schach der Eva (auch Regie)
- 1934: Um das Menschenrecht (auch Ko-Regie)
- 1938: Gewitter im Mai
- 1939: Aufruhr in Damaskus
- 1939: Gold in New Frisco
- 1939: Der Feuerteufel
- 1939: Ein Robinson
- 1939: Flucht ins Dunkel
- 1939: Der ewige Quell
- 1940: Das sündige Dorf
- 1940: Feinde
- 1940: Der Herr im Haus
- 1941: Der scheinheilige Florian (auch Drehbuch)
- 1941: Blutsbrüderschaft
- 1941: Alarmstufe V
- 1943: Der Ochsenkrieg
- 1943: Der ewige Klang
- 1944: Die heimlichen Bräute
- 1951: Wildwest in Oberbayern (nur Drehbuch)
- 1952: Die schöne Tölzerin
- 1952: Mönche, Mädchen und Panduren
- 1952: Der Herrgottschnitzer von Ammergau
- 1953: Die Junggesellenfalle (auch Drehbuch)
- 1954: Das sündige Dorf
- 1956: Der Bettelstudent
- 1957: Heiraten verboten
- 1958: Wir Wunderkinder
- 1959: Die Bremer Stadtmusikanten
- 1960: Oh, diese Bayern!
- 1963: Aus meiner Waldheimat
- 1969: Ludwig auf Freiersfüßen
- 1970: Das Glöcklein unterm Himmelbett
- 1970: Der Bettenstudent oder Was mach’ ich mit den Mädchen?
- 1974: Zwei himmlische Dickschädel
- 1974: Schwarzwaldfahrt aus Liebeskummer
- 1975: Umarmungen und andere Sachen
- 1976: Das Schweigen im Walde
- 1977: Die Jugendstreiche des Knaben Karl

### Fernsehen (Auswahl)

#### Der Komödienstadel
- 1959: Der Komödienstadel: Der z'brochane Kruag (Einakter)
- 1959: Der Komödienstadel: Das Taufessen (Einakter)
- 1959: Der Komödienstadel: Ja, so ein Auerhahn (Einakter)
- 1961: Der Komödienstadel: Der Zigeunersimmerl
- 1961: Der Komödienstadel: Die drei Eisbären
- 1962: Der Komödienstadel: Graf Schorschi
- 1962: Der Komödienstadel: Der Hochzeiter (Einakter)
- 1963: Der Komödienstadel: Der Schusternazi
- 1963: Der Komödienstadel: Der Geisterbräu
- 1964: Der Komödienstadel: Die Tochter des Bombardon
- 1964: Der Komödienstadel: Wenn der Hahn kräht
- 1965: Der Komödienstadel: Die Stadterhebung
- 1967: Der Komödienstadel: Krach um Jolanthe
- 1970: Der Komödienstadel: Der Ehrengast
- 1972: Der Komödienstadel: Mattheis bricht’s Eis
- 1973: Der Komödienstadel: Die drei Eisbären
- 1974: Der Komödienstadel: Das sündige Dorf

#### Fernsehfilme
- 1965: Der alte Feinschmecker
- 1966: Das Bohrloch oder Bayern ist nicht Texas
- 1968: Altaich
- 1972: Die Lokalbahn
- 1973: Sonja schafft die Wirklichkeit ab oder Ein unheimlich starker Abgang
- 1975: Der Brandner Kaspar und das ewig’ Leben
- 1976: Jakob der Letzte
- 1976: Der verkaufte Großvater
- 1979: Der Ruepp

#### Fernsehserien
- Die fünfte Kolonne
- Funkstreife Isar 12; mit Wilmut Borell und Karl Tischlinger
- 1965: Die seltsamen Methoden des Franz Josef Wanninger – Die Hexe von Ödach
- 1966: Der Nachtkurier meldet: Hermann und Dorothea wohlauf
- 1967: Auf gut Bairisch
- 1969–1971: Königlich Bayerisches Amtsgericht; mit Hans Baur und Georg Blädel
- 1974–1975: Münchner Geschichten; mit Günther Maria Halmer und Therese Giehse
- 1976: Zwickelbach & Co. (13 Folgen)
- 1977: Polizeiinspektion 1 – Und keine Kopeke weniger
- 1979: Tatort – Maria im Elend
- 1981: Meister Eder und sein Pumuckl (Folgen 19 und 26)